# Lorents Ola Aasvold
Lorents Ola Aasvold (Snåsa, 9 augustus 1988) is een Noors voormalig wielrenner die van 2011 tot en met 2013 reed voor Team Plussbank.
In 2011 pakte hij brons op het Noors kampioenschap tijdrijden, een jaar later werd hij vierde.

## Ploegen
- 2011 –  Plussbank-Cervélo
- 2012 –  Plussbank-BMC
- 2013 –  Team Plussbank

Aakvik · Aasvold · Frivold · Grøndahl · Hoem · Murum · Kvålsvoll · Laengen · Mørland · Sivertsen · Strandberg
Aakvik · Aasvold · Enger · Frivold · Grøndahl · Hoem · Kvålsvoll · Laengen · Mørland · Strandberg · Erland (stagiair) · Hodnebrog (stagiair)
Aasvold · Enger · Erland · Hodnebrog · Hoem · Jansen · Johansson · Larsen · Lunke · Mørland · Røinås · Schmidt · Vangstad (stagiair)